# Kráľova Lehota
Kráľova Lehota este o comună slovacă, aflată în districtul Liptovský Mikuláš din regiunea Žilina, pe malul râului Váh. Localitatea se află la altitudinea de 674 m deasupra n.m., se întinde pe o suprafață de 19,61 km2 și în 2017 număra 590 de locuitori.

## Demografie
| An:                | 1994 | 2004    | 2014   | 2024   |
| ------------------ | ---- | ------- | ------ | ------ |
| Număr de persoane: | 725  | 634     | 593    | 602    |
| Diferență:         |      | −12,55% | −6,46% | +1,51% |

| An:                | 2023 | 2024   |
| ------------------ | ---- | ------ |
| Număr de persoane: | 601  | 602    |
| Diferență:         |      | +0,16% |